# Kådvaxskinn
Kådvaxskinn (Phlebia serialis) är en svampart som först beskrevs av Elias Fries, och fick sitt nu gällande namn av Donk 1957. Kådvaxskinn ingår i släktet Phlebia och familjen Meruliaceae.  Arten är reproducerande i Sverige. Inga underarter finns listade i Catalogue of Life.